# ジョナサン・トランブル (アメリカ合衆国下院議長)
ジョナサン・トランブル（Jonathan Trumbull, 1740年3月26日 - 1809年8月7日）は、アメリカ合衆国の政治家。アメリカ合衆国下院議長とコネチカット州知事を務めた。

## 生涯
1740年、トランブルはコネチカット植民地レバノンにおいて、のちにコネチカット植民地総督とコネチカット州知事を務めるジョナサン・トランブルとフェイス・ロビンソンの次男として誕生した。弟に画家のジョン・トランブルがいる。トランブルは1759年にハーバード大学を卒業し、1774年から1775年までコネチカット植民地議会議員を務めた。アメリカ独立戦争後は1779年から1780年までコネチカット州議会議員を務め、1788年にもコネチカット州議会議員を務めた。トランブルは1788年にコネチカット州議会の下院議長も務めた。
1789年、トランブルはアメリカ合衆国の第1回下院議員選挙に立候補し、当選を果たした。トランブルは1795年3月3日まで3期連続で当選し、第2回下院議会では議長に選出された。その後1795年3月4日にアメリカ合衆国上院議員に選出された。
1796年6月10日、トランブルは上院議員を辞職し、コネチカット州副知事に就任した。1797年12月、オリヴァー・ウォルコット知事の死去によりトランブルが知事に昇任すると、1809年に死去するまで11期連続でコネチカット州知事を務めた。